# Ángel Segura
Ángel Gabriel Segura Téllez (ur. 2002) – meksykański zapaśnik walczący w stylu klasycznym. Brązowy medalista mistrzostw panamerykańskich w 2024. 
Mistrz panamerykański U-23 w 2025 i drugi w 2024. Pierwszy na mistrzostwach panamerykańskich juniorów w 2021 i drugi wśród kadetów w 2019 roku.